# Adolfo de Abel
Adolfo de Abel Vilela (13 de junio de 1946, Lugo) es un político, "Doctor" en geografía e historia español, cuyo ámbito de actuación es Galicia.
Autor de numerosas obras sobre el arte gallego, fue diputado autonómico con Alianza Popular (AP) entre 1981 y 1985, delegado de la consejería de Cultura de la Junta de Galicia en Lugo (1986). Tras dejar AP ingresó en Coalición Galega (CG) y fue director general de Política Lingüística (1987-1989).
Tras la conversión de CG en una fuerza testimonial organizó su propia formación política, la Converxencia Nacionalista Galega de la que fue secretario general.

## Obras
- La Ciudad de Lugo en los siglos XII al XV. Urbanismo y sociedad. ISBN 9788495892713[3]
- Concentración de los medios de comunicación social en los derechos español y comunitario.ISBN 8472489566